# Agnese del Maino
Agnese del Maino (Milano, 1411 circa – Milano, 13 dicembre 1465) è stata una nobile italiana.
Era figlia di Ambrogio del Maino, conte palatino e questore ducale. 
I suoi fratelli Lancillotto e Andreotto erano cortigiani e membri del consiglio ducale.

## Biografia

### Amante del duca
Fu amante del duca di Milano Filippo Maria Visconti a cui diede due figlie:
- Bianca Maria Visconti (1425-1468), ultima Visconti milanese e sposa di Francesco Sforza, primo duca Sforza del ducato di Milano.
- Caterina Maria, che morì pochi giorni dopo la nascita (1426).

Filippo Maria si sposò due volte, con Beatrice Cane e con 
Maria di Savoia, ma da entrambe le mogli non ebbe figli. Per questo motivo, il duca chiese all'imperatore Sigismondo di Lussemburgo di riconoscere come sua erede la figlia illegittima Bianca Maria.
Nel 1431 madre e figlia furono fatte alloggiare nel castello di Abbiate, l'attuale Abbiategrasso. Qui Filippo Maria aveva dato ordine di preparare un appartamento dove la piccola Bianca potesse crescere con la madre.

### Alla corte della figlia
Dopo molte trattative e ripensamenti, Filippo Maria promise in sposa al condottiero Francesco Sforza la sua unica figlia. Le nozze ebbero luogo a Cremona il 25 ottobre del 1441. 
Nel 1447 Agnese convinse Alberico Maletta a restituire la città di Pavia al genero che l'aveva ereditata alla morte di Filippo Maria. 
Dal 1450 sua figlia Bianca Maria, duchessa di Milano dal 1450, la chiamò a corte per aiutarla a crescere i figli minori. Il 24 febbraio 1450 a Milano scoppiò una rivolta, a causa di una carestia in città che provocò una fame dilagante e provocò molte sofferenze alla popolazione. Un mese dopo, il 25 marzo, dopo che la contesa successione al ducato fu decisa a loro favore in seguito a un incontro di nobili e di eminenti cittadini, Francesco Sforza e Bianca Maria fecero il loro ingresso trionfale in città come Duca e Duchessa di Milano. La Repubblica Ambrosiana era finita e fu sostituita dalla dinastia Sforza, che avrebbe governato Milano fino al 1535. Documenti diplomatici esistenti registrano che Agnese era un cospicuo partecipante alle funzioni giudiziarie, fino alla sua morte nel 1465. Fu sepolta nella chiesa milanese di Sant'Orsola.
Sua figlia, Bianca Maria, morì tre anni dopo, il 28 ottobre 1468. Francesco era morto nel 1466, e gli succedette come duca di Milano il figlio maggiore Galeazzo Maria.

## Agnese del Maino nel teatro
La figura di Agnese del Maino venne ripresa nel 1833 da Vincenzo Bellini nel suo melodramma Beatrice di Tenda.